# Zeelandbrug
De Zeelandbrug (1965, aanvankelijk Oosterscheldebrug) is een verkeersbrug over de Oosterschelde met een totale lengte van 5022 meter. Hij verbindt Noord-Beveland met Schouwen-Duiveland, en zorgt aldus voor een kortere verbinding met de plaatsen Middelburg en Goes aan de zuidelijke kant, en Zierikzee en Bruinisse aan de noordelijke kant. De brug maakt deel uit van de provinciale weg N256.

## Achtergrond
De brug werd gebouwd op initiatief van de Provincie Zeeland. De wegen over de nieuwe deltadammen die werden aangelegd in het kader van de Deltawerken, legden Zeeland open voor het verkeer, maar de Oosterschelde bleef een obstakel. De bestaande provinciale veerverbinding tussen Zierikzee op Schouwen-Duiveland en Kats op Noord-Beveland kon de verkeersdrukte niet meer aan. En volgens de oorspronkelijke plannen zou de Oosterschelde pas in 1978 worden afgedamd, wat uiteindelijk in de vorm van de Oosterscheldekering nog tot 1986 zou duren. Om al voor die tijd een ongestoorde noord-zuidverbinding te hebben besloot de Provincie Zeeland daarom tot de aanleg van een brug tussen Zierikzee en Colijnsplaat. De bouw en exploitatie gaf de provincie in handen van een zelfstandige vennootschap, de NV Provinciale Zeeuwse Brug Maatschappij, die geheel eigendom van de provincie was.

## Bouw
De brugmaatschappij gaf op 29 mei 1962 de opdracht tot de bouw aan de Combinatie Brug Oosterschelde, een samenwerkingsverband van de aannemers Van Hattum en Blankevoort NV uit Beverwijk en de NV Amsterdamsche Ballast Maatschappij uit Amsterdam. Deze bouwcombinatie realiseerde de brug tussen 1963 en 1965.
Bij Kats werd een werkhaven met twee grote portaalkranen aangelegd, waar de brugelementen werden gebouwd. De drijvende bok Ir. J.G. Snip zette de verschillende elementen op hun plaats. De brug bestaat uit 54 pijlers met daartussen 52 overspanningen van 95 meter en een beweegbaar gedeelte van veertig meter. Op 15 december 1965 stelde Koningin Juliana de brug officieel voor het wegverkeer open. De dag ervoor was de veerboot Koningin Emma voor de laatste keer heen en weer gevaren tussen Kats en Zierikzee.
De brug was bij oplevering de langste brug van Europa. Dat duurde tot oktober 1972, toen in Zweden de 6070 m lange Ölandbrug werd geopend.
De brug heette tijdens de bouw en de eerste anderhalf jaar dat hij in gebruik was nog Oosterscheldebrug. Op 13 april 1967 besloot de Provincie Zeeland haar de definitieve naam Zeelandbrug te geven.

## Tol
De bouwkosten van de brug bedroegen 83 miljoen gulden. Dit geld had de Provincie Zeeland geleend en om de lening terug te kunnen betalen, moest voor iedere passage bij Colijnsplaat tol betaald worden. Aanvankelijk was de verwachting dat de tolheffing omstreeks 1978 zou verdwijnen, maar duurde veel langer. Dit was een gevolg van het tegenvallend gebruik van de brug en hogere onderhoudskosten. De Oosterschelde bleef zout, waar bij de bouw geen rekening mee was gehouden, waardoor het beton extra behandeld moest worden. Tot 1989 is de tol gebruikt voor de afbetaling, daarna werd de tol in een onderhoudsfonds gestort. Sinds 1 januari 1993 is de brug tolvrij.

## Gebruik
Voor het verkeer zijn er twee rijstroken en een smal fietspad. Er is geen vluchtstrook en er zijn geen uitwijkmogelijkheden bij pech. In 2000 werd de brug verkeersveiliger gemaakt: de leuningen langs beide zijden van de rijbaan werden vervangen door betonnen voertuigkeringen (barriers) en er werd een inhaalverbod ingesteld, aangegeven door een dubbele doorgetrokken streep tussen de rijstroken. Tussen 2005 en 2014 was er een trajectcontrole die de snelheid van voertuigen mat over de gehele afstand over de brug. Omdat  de camera's verouderd waren, zijn ze in 2014 verwijderd. In 2019 is de trajectcontrole weer actief met nieuwe camera's op de N256.
In 2023 reden er gemiddeld zo'n 10.000 voertuigen per dag over de Zeelandbrug en gaat de brug jaarlijks ongeveer 4000 keer open voor schepen. Naar verwachting loopt de technische levensduur van de brug tot omstreeks 2035.

## Ongevallen

### Aanvaring
Op 9 mei 1974 is de Taklift 1, een zelfstandig varende drijvende bok, tegen de brug aangevaren. De brug was negen dagen buiten gebruik voor weg- en scheepvaartverkeer en in november van dat jaar nog eens vier dagen. De schade aan de brug bedroeg bijna drie miljoen gulden (ruim 1.360.000 euro) waarvan 404.000 gulden (183.327 euro) aan gederfde tol. Naar aanleiding van dit ongeval is bepaald dat doorvaart voor moeilijk bestuurbare vaartuigen slechts toegestaan is omstreeks de kentering van het tij.

### Ongeluk
Op 29 november 1993 belandde de 21-jarige Danny Harte, bijrijder in een bestelbus, in het water na een frontale aanrijding op de brug. Het lichaam van Harte is nooit gevonden. Op de reling is aan de fietszijde een herinneringsplaquette aangebracht.

## Monument
De brug is opgenomen in het Beschermingsprogramma Wederopbouw 1959-1965 en werd op 15 december 2015 door minister Jet Bussemaker voorgedragen als rijksmonument, precies vijftig jaar na de officiële opening door koningin Juliana. De Rijksdienst voor het Cultureel Erfgoed (RCE) noemde de brug bij die gelegenheid "een topper als het gaat om infrastructuur na de wederopbouw." De uiteindelijke inschrijving in het monumentenregister vond plaats op 19 februari 2016, onder monumentnummer 532197.

## Afbeeldingen

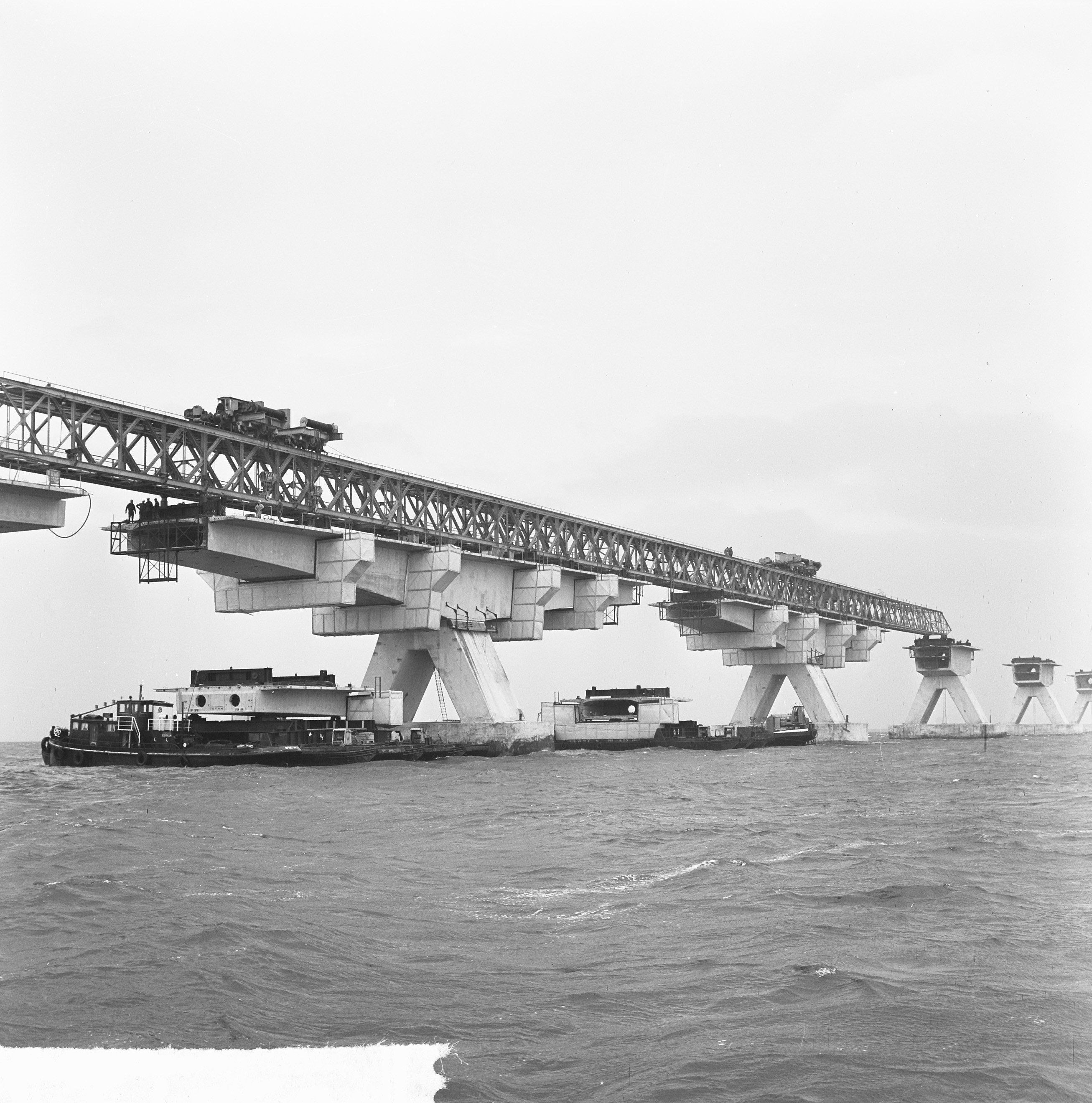
Brug tijdens de bouw.
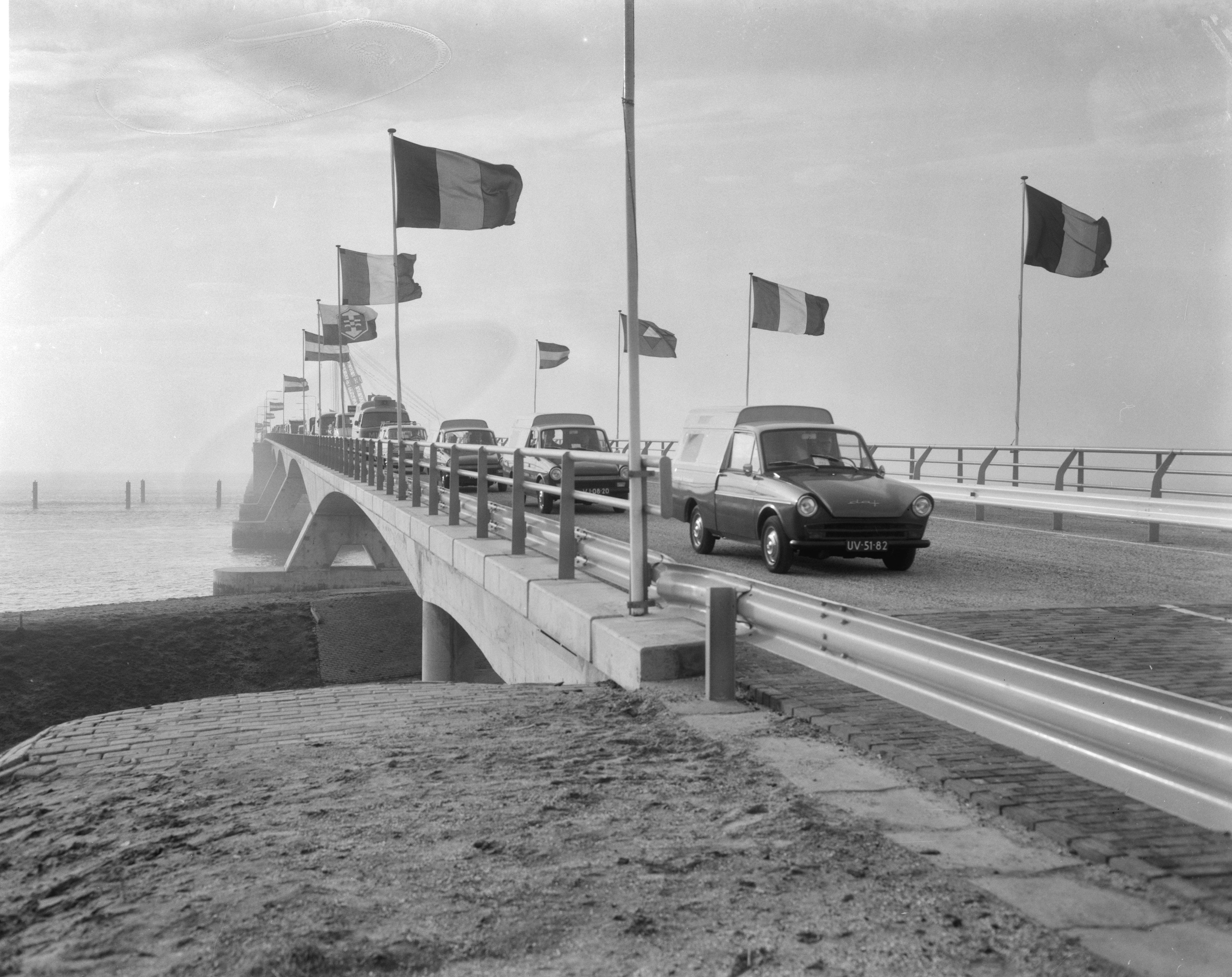
De opening.
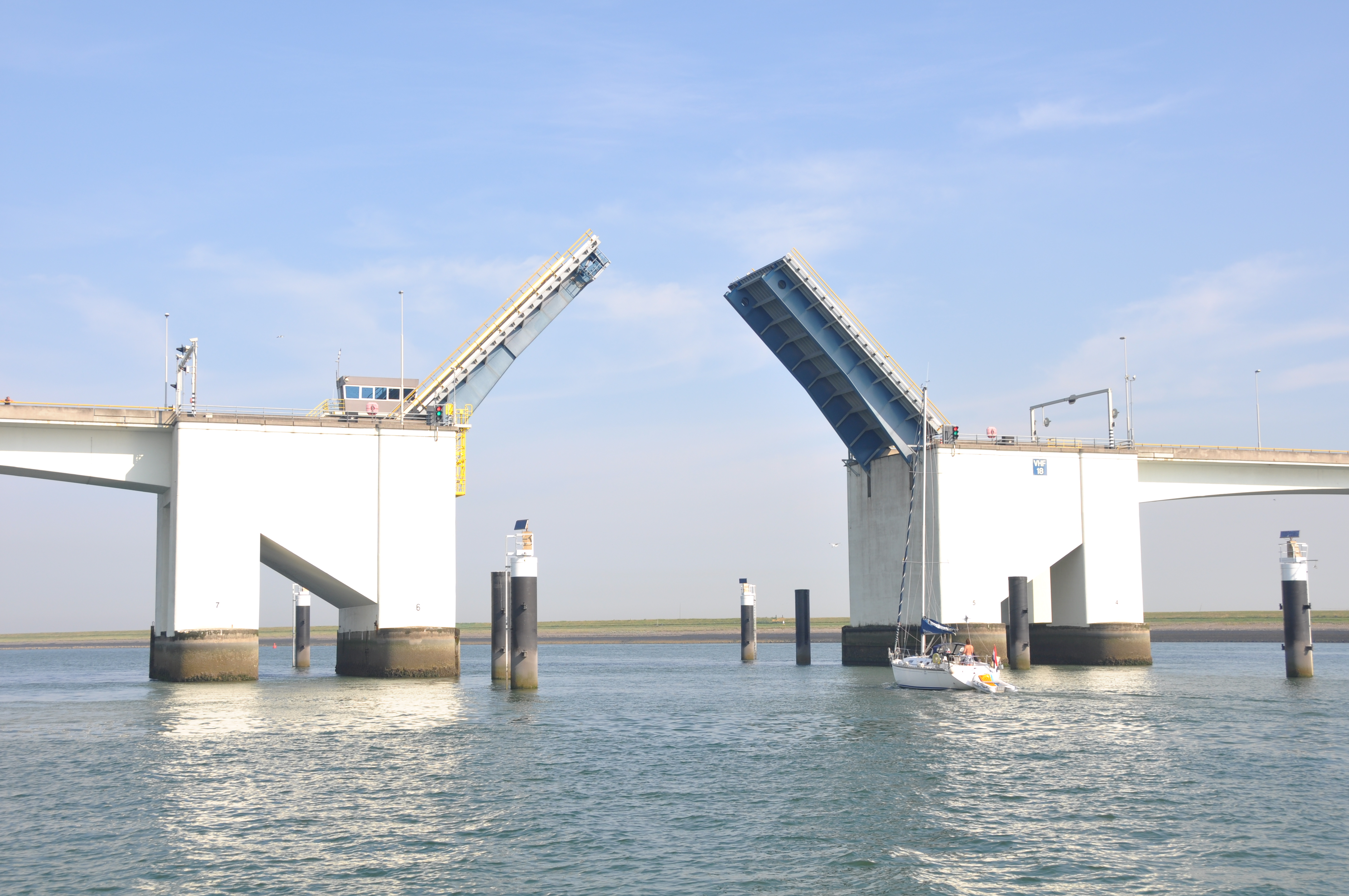
Open Zeelandbrug.
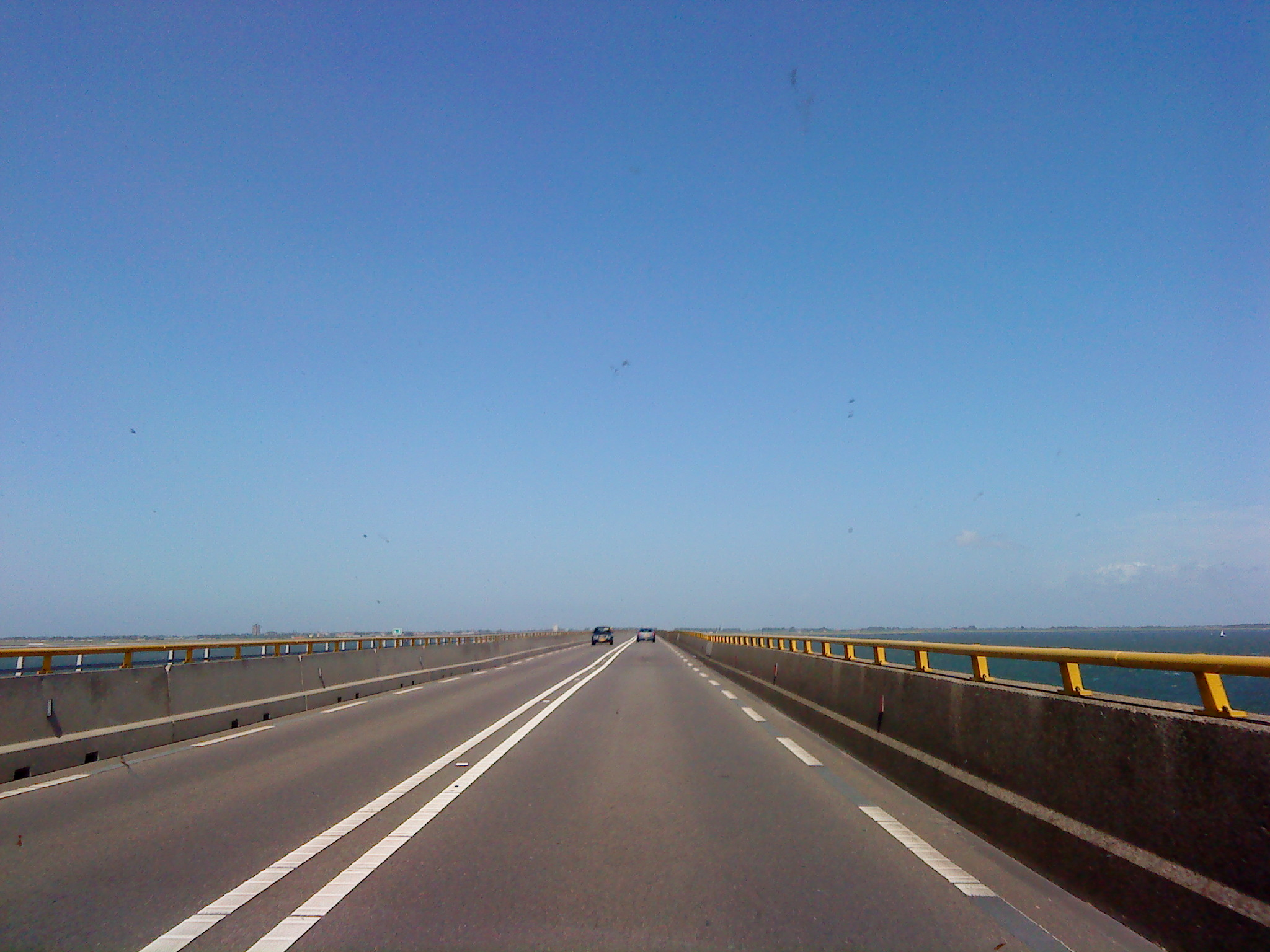
Rijden over de Zeelandbrug.
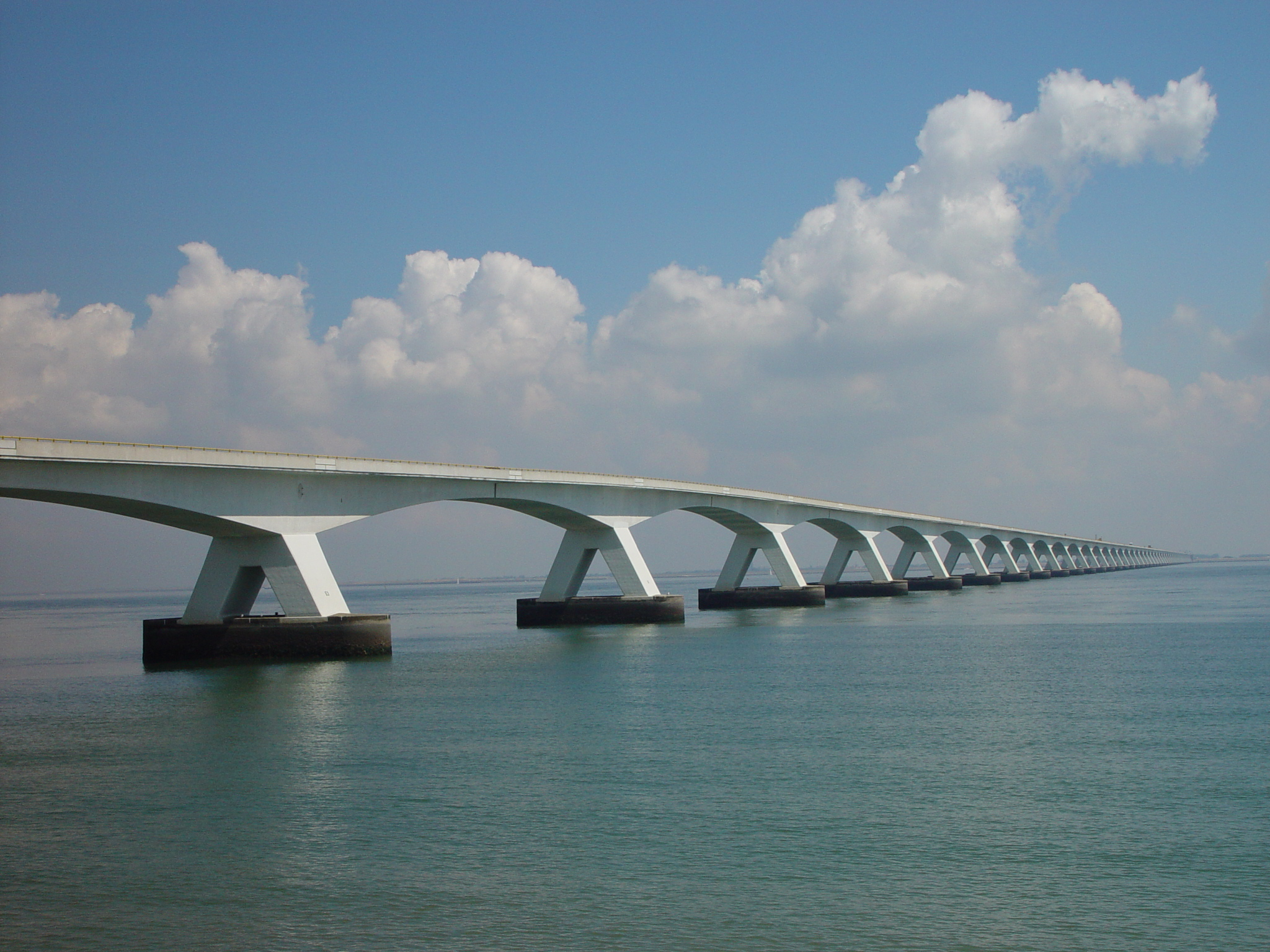
Zijaanzicht Zeelandbrug.